# Iurie Chirinciuc
Iurie Chirinciuc (n. 29 mai 1961, Costuleni) este un om de afaceri și politician din Republica Moldova, care din 31 decembrie 2014 este deputat în Parlamentul Republicii Moldova în fracțiunea Partidului Liberal, membru al comisiei parlamentare de economie, buget și finanțe.
La 30 iulie 2015 a devenit Ministru al Transporturilor și Infrastructurii Drumurilor al Republicii Moldova în Guvernul Valeriu Streleț.
Din 2008 până în noiembrie 2014 a fost președintele și finanțatorul clubului de fotbal FC Costuleni.

## Biografie
Iurie Chirinciuc a studiat la Colegiul Național de Comerț din Chișinău, specializarea Merceologia și Organizarea Comerțului cu mărfuri alimentare între 1978-1981. În 1985 a absolvit Universitatea de Stat din Moldova, specialitatea Economia Comerțului și Merceologie, calificarea Merceolog de calificare înaltă. Din 2014 este Doctorand la ASEM, catedra Management, cu tema de cercetare: ”Managementul alianțelor strategice”. Între anii 1985–1990 a fost lector și director adjunct la Colegiul National de Comerț.
Din 1992 activează în sfera afacerilor: director adjunct al întreprinderii “Angrogoscom” (1992), director executiv al companiei „Saturn” SRL (1992–1997), vicepreședinte al concernului “MOLDACOM” SA (1997–1998), director “ROVIGO” SRL (1998–2013).
În 2004 a fondat “Asociația Producătorilor de Mobilă din Republica Moldova”, pe care a prezidat-o până în 2011, iar apoi a fost președinte al președinte al Uniunii Producătorilor de Mobilă din Moldova (2011–2013).
Între anii 2011-2015 a fost consilier în cadrul Consiliului raional Ungheni.
Este căsătorit și are doi copii.